# Dîkivka, Znameanka
Dîkivka (în ucraineană Диківка) este o comună în raionul Znameanka, regiunea Kirovohrad, Ucraina, formată numai din satul de reședință.

## Demografie
Componența lingvistică a comunei Dîkivka
     Ucraineană (93,68%)
     Rusă (4,27%)
     Română (1,3%)
     Alte limbi (0,31%)
Conform recensământului din 2001, majoritatea populației comunei Dîkivka era vorbitoare de ucraineană (93,68%), existând în minoritate și vorbitori de rusă (4,27%) și română (1,3%).